# Edith Swanneck
Edith Swanneck, död 1086, var en engelsk godsägare, och möjligen drottning som första hustru till Harald Godwinsson, som tillfälligt var kung 1066 innan han besegrades i slaget vid Hastings. 
Edith Swanneck gifte sig med Harald Godwinsson någon gång under 1040-talet. Paret fick sex barn. 
Eftersom Edith Swanneck och Harald Godwinsson gifte sig enligt More danico och inte i kyrkan, har deras äktenskap länge inte ansetts legitimt. I själva verket var det vanligt att inte gifta sig i kyrkan under denna tid, även inom överklassen, eftersom kyrkbröllop först nyligen hade blivit modernt, och sekulära giftermål var fullt accepterade som alternativ. När Harald Godwinsson blev kung 1066 separerade han från Edith, och gifte om sig med Ealdgyth av Mercia. 
Enligt traditionen ska Edith Swanneck ha identifierat sin förra makes kvarlevor efter slaget vid Hastings. 
Edith Swanneck finns uppräknad som en av Englands största jordägare i Domesday Book från år 1086. 